# 南淡郵便局
南淡郵便局（なんだんゆうびんきょく）は兵庫県南あわじ市にある郵便局。民営化前の分類では集配普通郵便局であった。

## 概要
住所：〒656-0599 兵庫県南あわじ市福良甲512-54
民営化直前の集配業務再編において、多くの集配普通郵便局は統括センターとなったが、当局は配達センターとされたため、民営化後も郵便事業株式会社の支店は併設されず、集配センターが併設された。

## 沿革
- 1872年（明治5年）旧7月 - 福良（ふくら）郵便取扱所として開設[1]。
- 1875年（明治8年）1月1日 - 福良郵便局（五等）となる。
- 1885年（明治18年）10月1日 - 貯金取扱を開始。
- 1886年（明治19年）4月16日 - 為替取扱を開始。
- 1897年（明治30年）3月11日 - 福良郵便電信局となる。
- 1903年（明治36年）4月1日 - 通信官署官制の施行に伴い福良郵便局となる。
- 1968年（昭和43年）10月27日 - 電話交換、和文電報配達、欧文電報受付・配達、国際電報受付・配達の各業務を、福良電報電話局に移管[2]。
- 1986年（昭和61年）12月8日 - 南淡郵便局に改称。
- 1987年（昭和62年）2月23日 - 特定郵便局から普通郵便局に局種別改定するとともに、阿万郵便局および淡路灘郵便局から集配業務を移管。
- 2000年（平成12年）8月14日 - 外国通貨の両替および旅行小切手の売買に関する業務取扱を開始。
- 2002年（平成14年）4月1日 - 淡路灘黒岩簡易郵便局の一時閉鎖[3]に伴い、取扱事務を承継。
- 2007年（平成19年）3月5日 - 阿那賀郵便局および沼島郵便局からそれぞれ「656-06xx」「656-09xx」区域の集配業務を移管[4]。
- 2007年（平成19年）10月1日 - 民営化に伴い、併設された郵便事業洲本支店南淡集配センターに一部業務を移管。
- 2012年（平成24年）10月1日 - 日本郵便株式会社発足に伴い、郵便事業洲本支店南淡集配センターを南淡郵便局に統合。
- 2021年（令和3年）3月27日 - 阿那賀郵便局の廃止[5]に伴い、取扱業務を承継[6][7]。

## 取扱内容
- 郵便、印紙、ゆうパック、内容証明
- 貯金、為替、振替、振込、国際送金、国債、投資信託
- 生命保険、バイク自賠責保険、自動車保険
- 地方公共団体事務（兵庫県住宅再建共済基金利用申込取次事務）
- ゆうちょ銀行ATM
- 「656-05xx」「656-06xx」「656-09xx」区域（南あわじ市（旧西淡町域の一部、旧南淡町域＝沼島を含む））の集配業務

## 周辺
- 南あわじ市役所南淡庁舎
- 南あわじ市南淡公民館
- 南あわじ市南淡図書館
- 南あわじ警察署
- 国道28号

## アクセス
- 淡路交通バス 南淡庁舎前停留所下車
- 神戸淡路鳴門自動車道 淡路島南ICから東へ約6.5km、西淡三原ICから南へ約7km
- 駐車場あり：5台